# Уильямс, Льюис Бервелл
Льюис Бервелл Уильямс Младший (англ. Lewis B. Williams; 13 сентября 1833 — 3 июля 1863) — американский военный, выпускник вирджинского военного института, полковник армии Конфедерации в годы гражданской войны. Погиб во время «атаки Пикетта» под Геттисбергом.

## Ранние годы
Уильямс родился в округе Оранж в Вирджинии в семье Льюиса Уильямса Старшего, вирджинского легислатора и противника сецессии. Он был близким родственником будущего полковника Конфедерации, Уоллера Паттона.
В 1851 году он поступил в Вирджинский военный институт и окончил его в выпуске 1855 года, 4-м по успеваемости из 16-ти кадетов (На этом же курсе учился Уоллер Паттон). После выпуска Уильямс некоторое время преподавал в институте математику и тактику, а потом работал юристом в Лексингтоне.

## Гражданская война
После начала гражданской войны, 17 апреля 1861 года, он стал капитаном роты «А» 13-го вирджинского пехотного полка, а 15 мая 1861 года стал подполковником 7-го вирджинского пехотного полка (Уоллер Паттон стал майором того же полка). Он лишился этого мест после реорганизации полка в апреле 1862 года, но 27 апреля был избран полковником 1-го вирджинского пехотного полка.
В мае 1862 года полк Уильямса сражался в составе бригады Эмброуза Хилла, и во время сражения при Уильямсберге Уильямс был ранен и попал в плен. Он был отпущен по обмену в августе 1862 года.
После освобождения Уильям снова вернулся в свой полк, который теперь числился в составе бригады Джеймса Кемпера. Он участвовал в Геттисбергской кампании и 3 июля участвовал в атаке Пикетта. Он был болен в этот день и вел полк в атаку верхом на коне. Рядом с ним разорвался снаряд, Уильямса сбросило с седла, он упал на свою саблю и получил смертельное ранение. Историк Галлахер описывает его смерть иначе:

Кемпер пал, тяжело раненый. Полковники Таз Паттон и Льюис Уильямс каким-то образом довели полк до каменной стены перед федеральной линией. Оба вскочили на стену. «Теперь наша очередь, Таз!», крикнул его кузин [Уильямс] и оба бросились в кровавое месиво. Полковник Уильямс умер вскоре после.— 
Его похоронили на Грин-Моунт-Семетери в Балтиморе, но в 1896 году перезахоронили на кладбище Холливуд, рядом с могилой генерала Пикетта.